# HAT-P-9 b
HAT-P-9b — экзопланета в 1650 световых лет от Земли, в созвездии Возничего. Планета найдена транзитным методом 26 июня 2008 года. По массе она составляет 78 % массы Юпитера и 140 % его радиуса. HAT-P-9b относится к классу горячих юпитеров. Время оборота вокруг звезды составляет 3,92 дня на среднем расстоянии 7,9 млн.км.